# Astelia alpina
Astelia alpina är en enhjärtbladig växtart som beskrevs av Robert Brown. Astelia alpina ingår i släktet Astelia och familjen Asteliaceae.

## Underarter
Arten delas in i följande underarter:
- A. a. alpina
- A. a. novae-hollandiae

## Bildgalleri

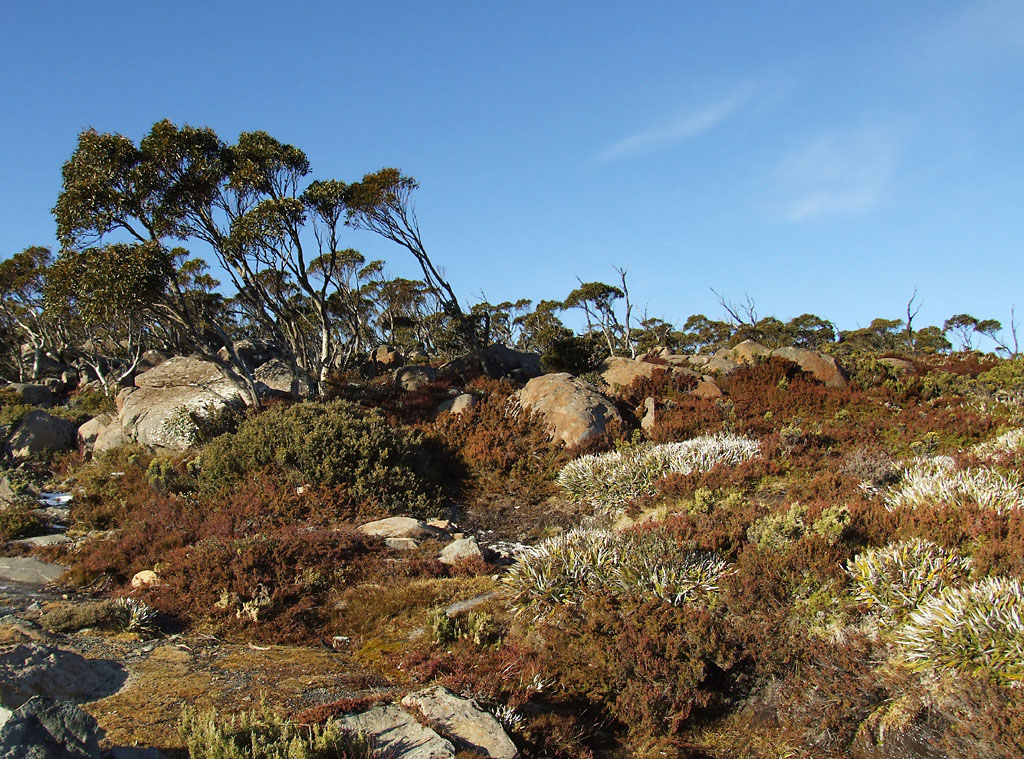